# François Huard
Pour les articles homonymes, voir Huard.

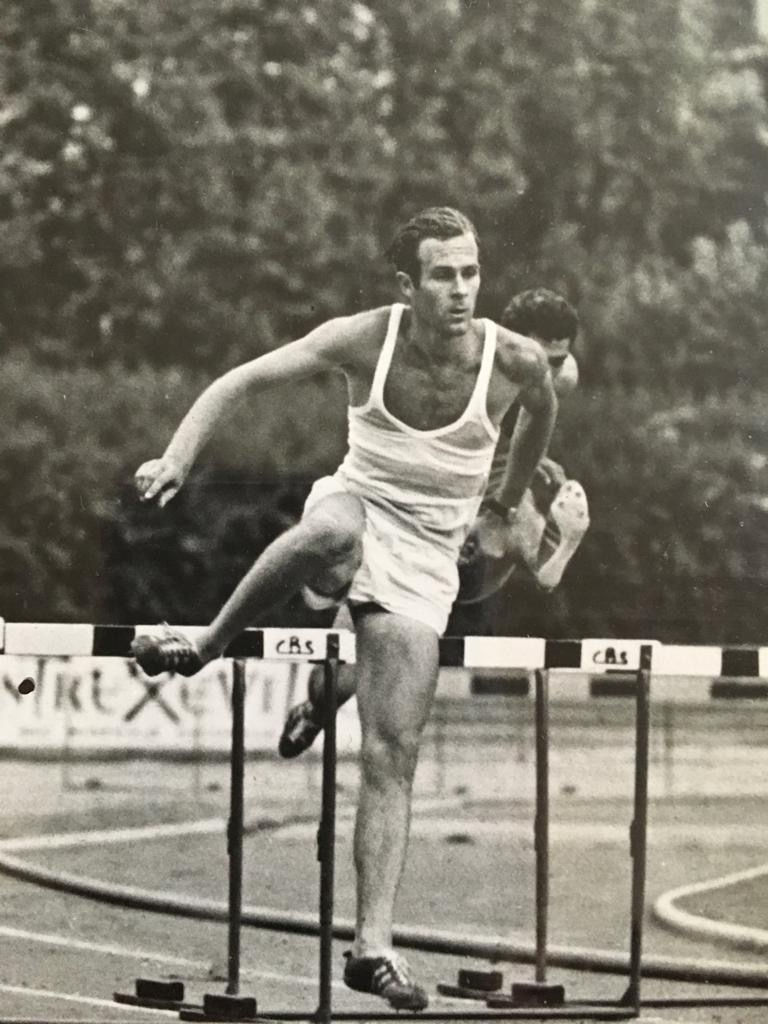
400 mètres haies

François Huard (né le 17 décembre 1945 à Paris) est un athlète français, spécialiste du 400 mètres haies.

## Biographie
Il est sacré champion de France du 400 mètres haies en 1969 à Colombes.
Son record personnel sur 400 m haies est de 51 s 1, établi en finale des championnats d'Europe d'athlétisme 1969 à Athènes, où il se classe cinquième de l'épreuve.